# ويلاكوتشي
ويلاكوتشي (بالإنجليزية: Willacoochee, Georgia)‏ هي مدينة تقع في مقاطعة أتكينسون، جورجيا بولاية جورجيا في الولايات المتحدة. تبلغ مساحة هذه المدينة 9.9 (كم²)، وترتفع عن سطح البحر 73 م، بلغ عدد سكانها 1391 نسمة في عام 2010 حسب إحصاء مكتب تعداد الولايات المتحدة.

## معرض صور

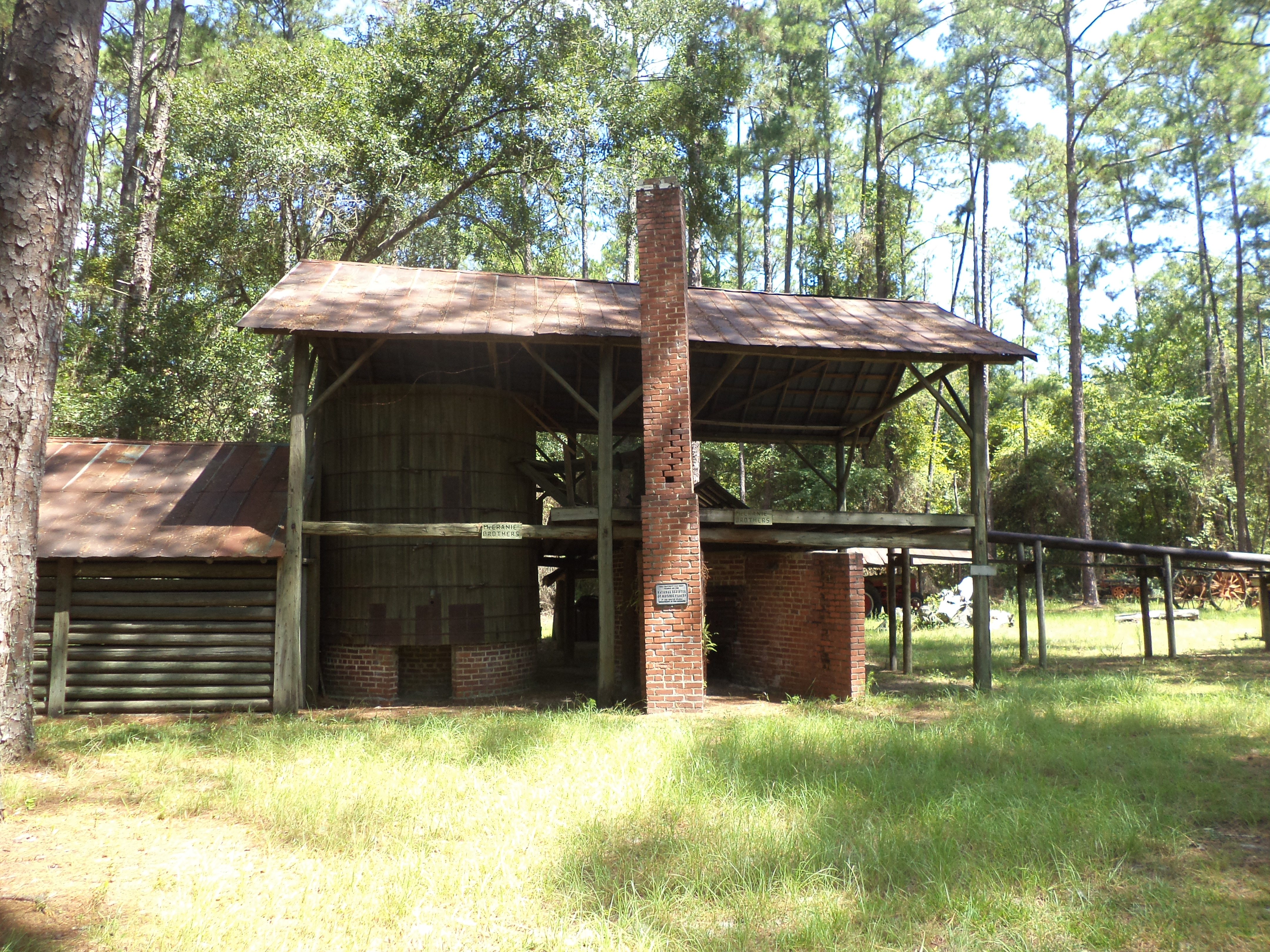
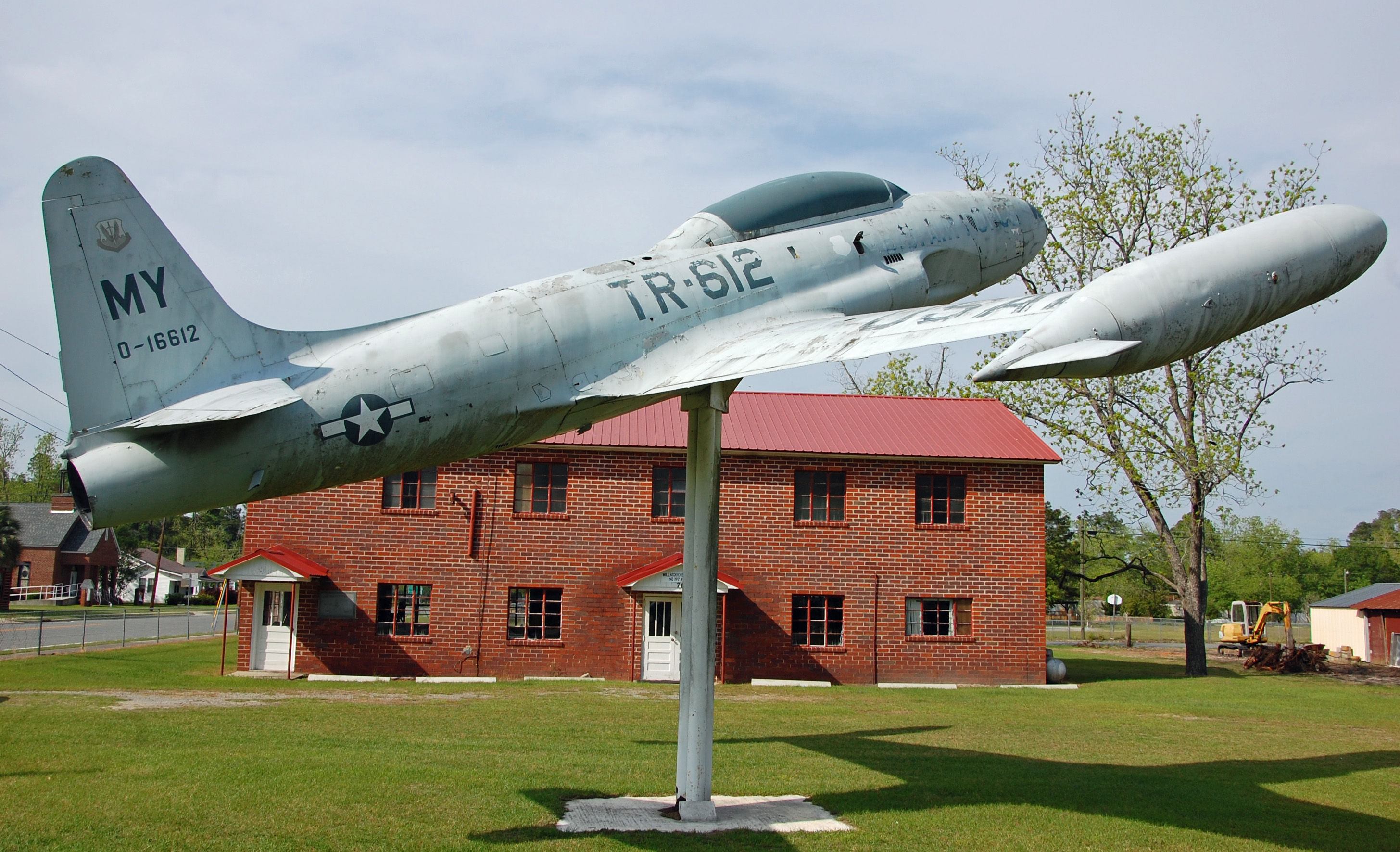
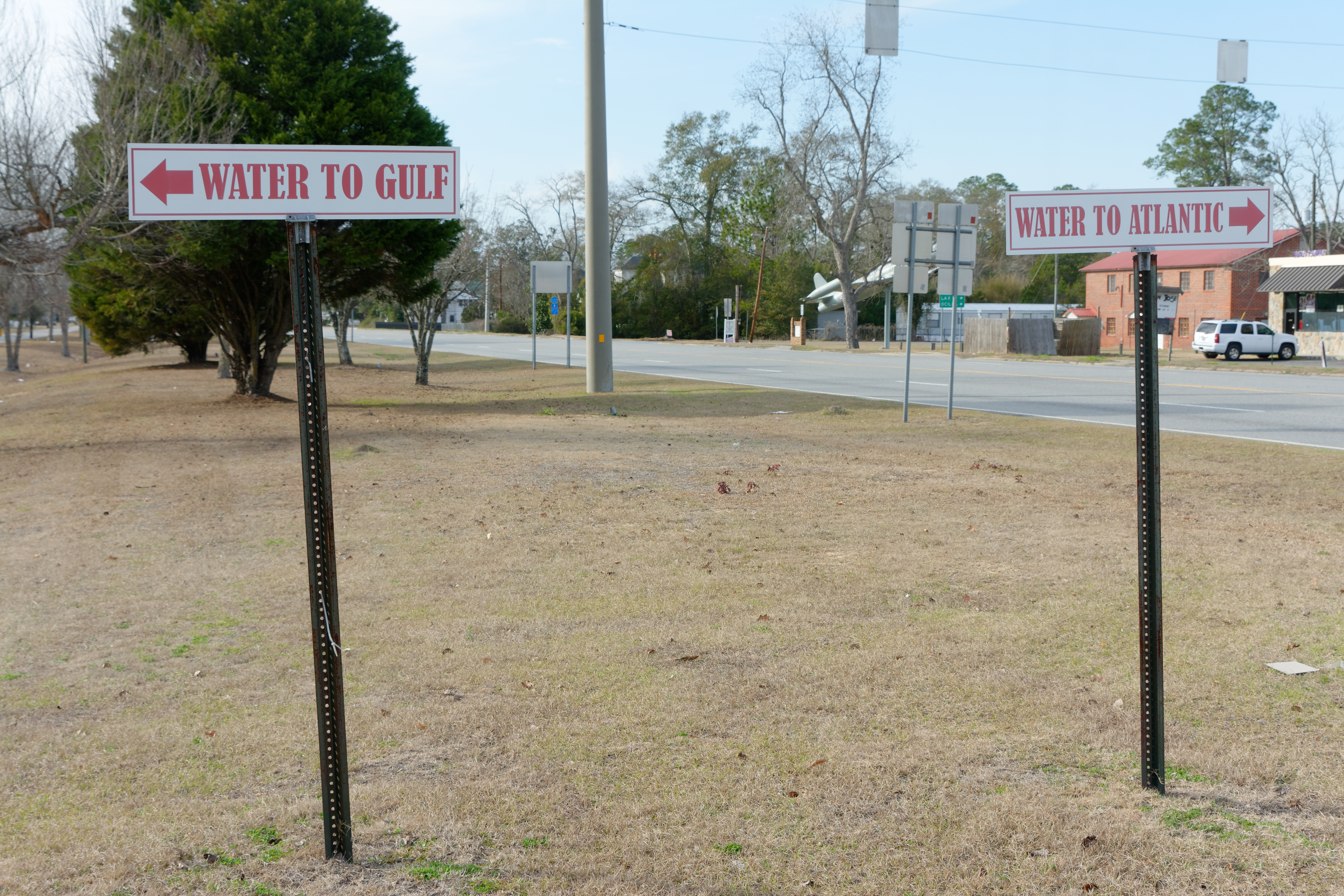

## وصلات خارجية
- www.willacoochee.com
- Cities & Counties - Georgia.gov